# قدح (مكيال)
القدح هو مكيال شرعي إسلامي، وهو ثمن كيلة مصرية. فحجم القدح: 2.0625 لترا. والقدح في اللغة: «إِنَاءٌ يَرْوِي الرَّجُلَيْنِ»، وفي اصطلاح الفقهاء: «الصَّاعُ قَدَحَانِ إِلاَّ سُبُعَيْ مُدٍّ، وَكُل خَمْسَةَ عَشَرَ مُدًّا سَبْعَةُ أَقْدَاحٍ».
يتعلق القدح بالأحكام الفقهية الإسلامية، خصوصًا الأحكام التي تتعلق بالصَّاعِ؛ لأنه جزء منه، مِن ذلك ما ذكره الخطيب الشربيني في نصاب الزرعِ فقال: «فَالنِّصَابُ عَلَى قَوْل السُّبْكِيِّ خَمْسُمِائَةٍ وَسِتُّونَ قَدَحًا، وَعَلَى قَوْل الْقَمُولِيِّ سِتُّمِائَةٍ، وَقَوْل الْقَمُولِيِّ أَوْجَهُ، وَإِنْ قَال بَعْضُ الْمُتَأَخِّرِينَ: إِنَّ قَوْل السُّبْكِيِّ أَوْجَهُ، لأَِنَّ الصَّاعَ قَدَحَانِ تَقْرِيبًا».